# Angelina Weld Grimké
Angelina Weld Grimké (Boston, Estados Unidos, 27 de febrero de 1880 – Nueva York, 10 de junio de 1958) fue una periodista, profesora, dramaturga y poeta estadounidense que saltó a la fama durante el Renacimiento del Harlem. Fue una de las primeras mujeres negras en tener una obra de teatro públicamente presentada.

## Vida y carrera
Angelina Weld Grimké nació en Boston, Massachusetts, en 1880 en una familia birracial. Su padre, Archibald Grimké, era abogado y también de raza mixta, hijo de un plantador blanco. Fue el segundo afroamericano que se graduó de la Facultad de Derecho de Harvard. Su madre, Sarah Stanley, provenía de una familia de clase media y ascendencia europea del Medio Oeste. La información sobre ella es escasa.
Los padres de Grimké se conocieron en Boston, donde había establecido un bufete. Angelina obtuco su nombre en honor a la tía paterna de su padre, Angelina Grimké, quien junto con su hermana Sarah Grimké aceptaron a Archibald Grimké y sus hermanos a su familia después de conocerlos tras la muerte de su padre (eran los hijos de raza mixta "naturales" de su difunto hermano).

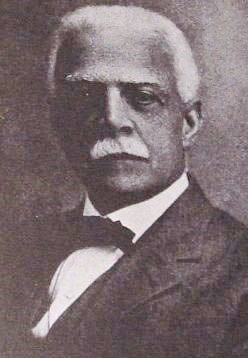
Archibald Grimké, Angelina Soldadura Grimké del padre

Cuando Grimké y Sarah Stanley se casaron, enfrentaron una fuerte oposición de su familia, debido a preocupaciones sobre la raza. El matrimonio no duró mucho. Poco después del nacimiento de su hija Angelina, Sarah dejó Archibald y regresó con el bebé al Medio Oeste. Después de que Sarah comenzó su propia carrera, envió a Angelina, que entonces tenía siete años, a Massachusetts para vivir con su padre. Angelina Grimké tendría poco o ningún contacto con su madre después de eso. Sarah Stanley se suicidó varios años después.
El abuelo paterno de Angelina era Henry Grimké, de una gran y adinerada familia esclavista con sede en Charleston, Carolina del Sur. Su abuela paterna era Nancy Weston, una mujer esclava de raza mixta, con quien Henry se involucró cuando enviudó. Vivieron juntos y tuvieron tres hijos: Archibald, Francis y John (nacido después de la muerte de su padre en 1852); eran mayormente blancos en ascendencia. Henry les enseñó a Nancy y a los niños a leer y escribir. Entre la familia de Henry había dos hermanas que se habían opuesto a la esclavitud y habían abandonado el Sur antes de comenzar su relación con Weston; Sarah y Angelina Grimké se convirtieron en abolicionistas notables en el Norte. La familia Grimké también estaban relacionados con John Grimké Drayton de Magnolia Plantation, cerca de Charleston. Carolina del Sur tenía leyes que dificultaban que una persona manumitiera esclavos, incluso sus propios hijos nacidos esclavos. En lugar de tratar de obtener la aprobación legislativa necesaria para cada manumisión, los padres ricos a menudo enviaban a sus hijos al Norte para que recibieran educación y les ofrecían oportunidades, esperando que se quedaran a vivir en un estado libre.
El tío de Angelina, Francis J. Grimké, se graduó de la Universidad de Lincoln, Pensilvania, y el Seminario Teológico de Princeton. Se convirtió en un ministro presbiteriano en Washington D.C. Se casó con Charlotte Forten. Ella se hizo conocida como una abolicionista y diarista. Ella era de una prominente familia de color en Filadelfia que fueron fuertes abolicionistas.
Desde los 14 a los 18 años, Angelina vivió con sus tías Charlotte, Francis y Francis, en Washington D. C. y asistió a la escuela allí. Durante este período, su padre estaba sirviendo como cónsul de los Estados Unidos (1894 y 1898) en la República Dominicana. Indicando el significado del consulado de su padre en su vida, recordó Angelina más tarde, "se pensó que era mejor no llevarme a [Santo Domingo], pero tan a menudo y tan vívidamente he tenido la escena y la vida descritas que parece haber sido ahí también".
Angelina Grimké asistió a la Escuela Normal de Gimnasia de Boston, que más tarde se desarrolló como el Departamento de Higiene del Wellesley College. Después de graduarse, ella y su padre se mudaron a Washington D. C. para estar con su hermano Francis y su familia.
En 1902, Grimké comenzó a enseñar inglés en la Friendship Armstrong Academy, una escuela negra en el sistema segregado de la capital. En 1916 se mudó a un puesto de docente en la Dunbar High School para estudiantes negros, reconocidos por su excelencia académica, donde uno de sus alumnos fue el futuro poeta y dramaturgo May Miller. Durante los veranos, Grimké frecuentemente tomaba clases en la Universidad de Harvard, donde su padre había asistido a la facultad de Derecho.
Alrededor de 1913, Grimké estuvo involucrado en un accidente de tren que dejó su salud en un estado precario. Después de que su padre enfermó en 1928, ella lo atendió hasta su muerte en 1930. Luego, dejó Washington D. C. para irse a Nueva York, donde se estableció en Brooklyn. Vivió un retiro tranquilo como una semi reclusa. Murió en 1958.

## Carrera literaria
Grimké escribió ensayos, cuentos y poemas que fueron publicados en The Crisis, el periódico de la National Association for the Advancement of Colored People (NAACP - Asociación Nacional para el Progreso de las Personas de Color), editado por W.E.B. Du Bois; y Opportunity. También fueron coleccionados en antologías del Renacimiento de Harlem: The New Negro, Caroling Dusk, y Negro Poets and Their Poems. Sus poemas más conocidos incluyen "The Eyes of My Regret", "At April", "Trees" y "The Closing Door". Mientras vivía en Washington D. C., fue incluida entre las figuras del Renacimiento de Harlem, ya que su trabajo fue publicado en sus diarios y se conectó con las figuras de su círculo. Algunos críticos la ubican en el período anterior al Renacimiento. Durante ese tiempo, ella contó a la poetisa Georgia Douglas Johnson como una de sus amigas.

### Rachel
Grimké escribió Rachel, originalmente titulada Blessed Are the Barren, una de las primeras obras para protestar contra el linchamiento y la violencia racial. La obra de tres actos estuvo escrita para la NAACP, que pidió nuevas obras para unir a la opinión pública contra la película de D.W. Griffith recientemente lanzada, El nacimiento de una nación (1915), que glorificó al Ku Klux Klan y retrató una visión racista de los negros y su papel en la Guerra de Secesión estadounidense y la Reconstrucción en el Sur. Producido en 1916 en Washington D. C., y posteriormente en la ciudad de Nueva York, Rachel fue interpretada por un elenco negro. La reacción a la obra fue buena. La NAACP dijo sobre la obra: "Este es el primer intento de utilizar el escenario para la propaganda racial con el fin de iluminar al pueblo estadounidense sobre la lamentable condición de diez millones de ciudadanos de color en esta república libre".
Rachel retrata la vida de una familia afroamericana en el norte a principios del siglo XX. Centrado en la familia del personaje principal, cada función expresa diferentes respuestas a la discriminación racial contra los negros en ese momento. Los temas de la maternidad y la inocencia de los niños son aspectos integrales del trabajo de Grimké. Rachel se desarrolla a medida que cambia sus percepciones sobre cuál podría ser el papel de una madre, en función de su sentido de la importancia de una ingenuidad hacia las terribles verdades del mundo que la rodea. Un linchamiento es el punto de apoyo de la obra.
La obra se publicó en 1920, pero recibió poca atención después de sus producciones iniciales. En los años posteriores, sin embargo, ha sido reconocido como un precursor del Renacimiento de Harlem. Es uno de los primeros ejemplos de este movimiento político y cultural para explorar las raíces históricas de los afroamericanos.
Grimké escribió una segunda obra anti-linchamiento, Mara, partes de las cuales nunca han sido publicadas. Gran parte de su ficción y no ficción se centró en el tema del linchamiento, incluida la historia corta, "Goldie". Se basó en el linchamiento en 1918 en Georgia de Mary Turner, una mujer negra casada que era madre de dos hijos y estaba embarazada de un tercero.

## Homosexualidad
A la edad de 16 años, Grimké escribió a su amiga Mary P. Burrill:

I know you are too young now to become my wife, but I hope, darling, that in a few years you will come to me and be my love, my wife! How my brain whirls how my pulse leaps with joy and madness when I think of these two words, 'my wife'
Sé que ya eres muy joven para convertirte en mi esposa, pero espero, cariño, que dentro de unos años vendrás a mí y serás mi amor, mi esposa. Cómo mi cerebro gira, cómo mi pulso salta de alegría y de locura cuando pienso en estas dos palabras, 'mi esposa'

Dos años antes, en 1903, Grimké y su padre se pelearon cuando ella le dijo que estaba enamorada. Archibald Grimké respondió con un ultimátum exigiéndole que elija entre su amante y él mismo. El biógrafo de la familia Grimké, Mark Perry, especula que la persona involucrada puede haber sido una mujer, y que Archibald ya podía estar al tanto de la tendencia sexual de Angelina.
El análisis de su obra por críticos literarios modernos ha proporcionado una fuerte evidencia de que Grimke era lesbiana o bisexual. Algunos críticos creen que esto se expresa en su poesía publicada de una manera sutil. Los eruditos encontraron más evidencia después de su muerte al estudiar sus diarios y trabajos más explícitos e inéditos. El Dictionary of Literary Biography: African-American Writers Before the Harlem Renaissance dice: "En varios poemas y en sus diarios Grimké expresó la frustración que creó su lesbianismo: el anhelo frustrado es un tema en varios poemas". Algunos de sus poemas inéditos son más explícitamente lesbianas, lo que implica que ella vivió una vida de represión, "personal y creativa".